# Francisco Javier Lamo de Espinosa y de la Cárcel
Javier Lamo de Espinosa y de la Cárcel (València, 1856 - 5 de febrer de 1929) fou un aristòcrata i polític valencià, cinquè comte de Noroña des de 1916.

## Biografia
Era fill d'Antonio Lamo de Espinosa y Palavicino, de família originària de Burgos i establida a Requena, i net de José de la Cárcel Marcilla, que havia estat alcalde de València. Membre del Partit Liberal Fusionista i fou elegit diputat de la Diputació de València pel districte d'Ontinyent-Enguera a les eleccions locals de 1888, 1892 i 1896. A les eleccions generals espanyoles de 1901 fou elegit diputat pel districte de Requena quan es va anul·lar l'elecció de Fidel García Berlanga.